# Cadalso (arquitectura)

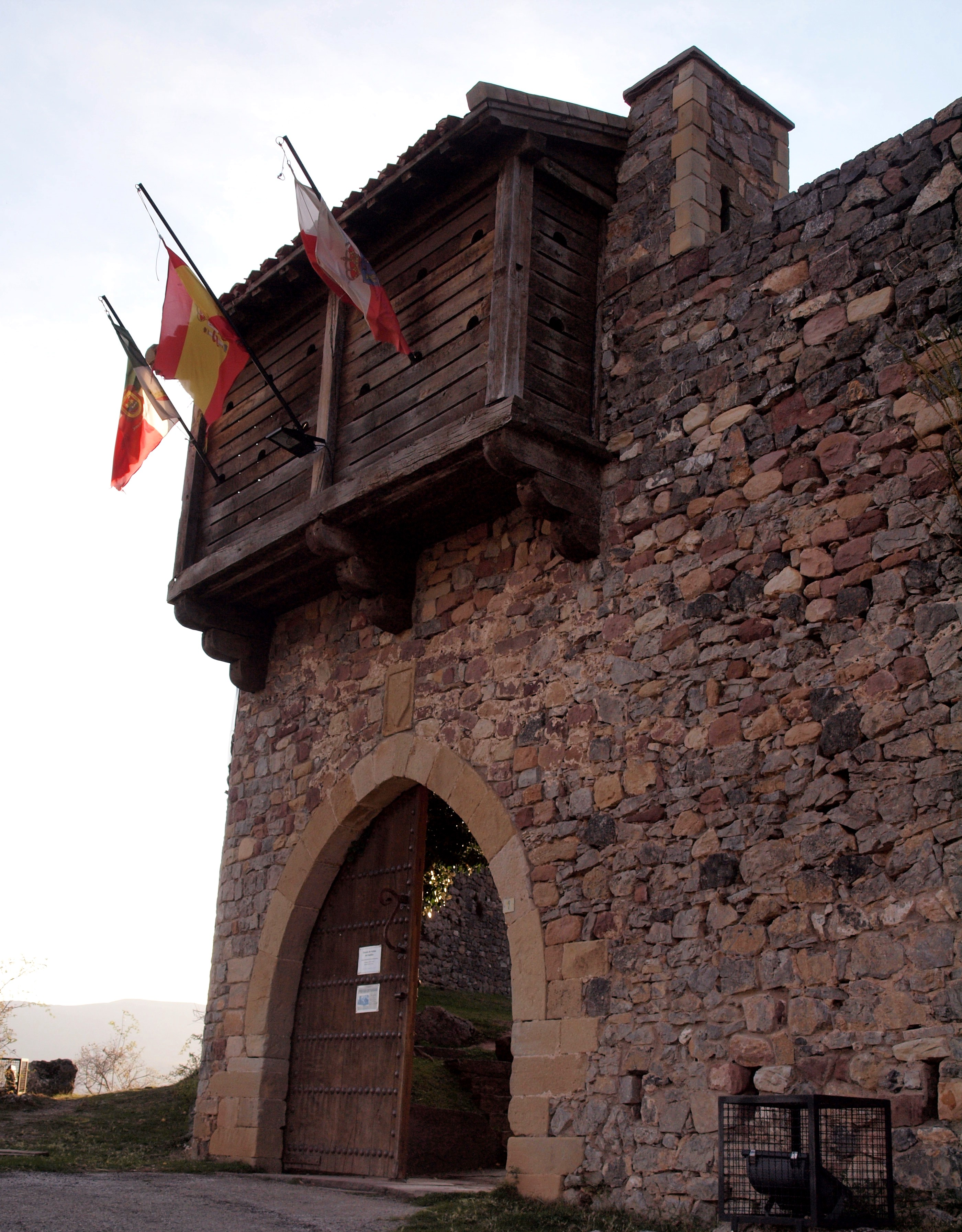
Reconstrucción de un cadalso en el Castillo de Argüeso, Cantabria, España.

Un cadalso (también, cadafalso, cadhalso o palenque) es una fortificación o baluarte de madera de las torres y murallas medievales. Colgaba apoyándose en ménsulas o vigas de madera o piedras que sobresalían, incrustadas en el muro. Normalmente estaban cubiertos y no solían ser permanentes, sino instalarse durante un asedio. En tiempos de paz, se cree que los cadalsos se almacenaban como elementos prefabricados.
Tenía una finalidad militar, pues poseían pequeños vanos o aspilleras tanto en la parte frontal como en el suelo. Esto, unido a que sobresalían respecto al lienzo de muralla o torre, ampliaba el campo de tiro de los defensores a lo largo de la muralla y, especialmente, permitía un tiro vertical hacia abajo sobre los atacantes de las torres. No obstante, al estar hechos de madera tenían una vida útil no muy larga ya que ardían fácilmente, aunque  frente a esto se les solía lanzar agua antes para evitarlo, aunque esto aceleraba su putrefacción. Posteriormente, fueron sustituidos por matacanes, que eran permanentes y en piedra y que supusieron una mejora respecto a los cadalsos, aunque estos tenían menos proyección debido a que la madera es más ligera que la piedra, permitiendo que los cadalsos tuvieran más vuelo y por lo tanto tenían mayor rango.
En muchas construcciones en piedra que han sobrevivido de la época medieval, se delata la existencia de este elemento por la presencia de los pequeños vanos que regularmente puntean la fachada trazando la línea por debajo de un vano más grande que era la puerta de acceso a los cadalsos, como puede verse en las españolas torre de Pero Niño (Cantabria) o en la torre-palacio de Aldealseñor (Soria).
Han sobrevivido algunos cadalsos medievales, incluyendo ejemplos en la torre septentrional del castillo de Stokesay, en Shropshire (Reino Unido y en Laval (Francia). La ciudadela interior de Carcasona, también en Francia, muestra cadalsos reconstruidos en madera.